# Retromania: At the Jazz Bakery
Retromania: At the Jazz Bakery ist ein Jazzalbum von Dave Frishberg. Die vom 12. bis 15. Mai 2005 in der Jazz Bakery in Los Angeles entstandenen Aufnahmen erschienen 2005 auf Arbors Records.

## Hintergrund
In den 2000er-Jahren legte der Pianist und Sänger Dave Frishberg eine Reihe von Alben für das Label Arbors Records vor, wie The Starlit Hour (2001), Do You Miss New York? Live at Jazz at Lincoln Center (2003), Retromania: At the Jazz Bakery und schließlich noch At the Algonquin (2012), ein Livemitschnitt aus dem New Yorker Algonquin Hotel von 2011 mit der Sängerin Jessica Molaskey, bevor er seine Karriere krankheitsbedingt beenden musste.
Bereits 1999 war Frishberg in der Jazz Bakery von Los Angeles im Duo mit Bob Dorough unter dem programmatischen Titel Who’s on First? aufgetreten (der Mitschnitt erschien 2000 als Album auf Blue Note Records) – eine Anspielung an den gleichnamigen Baseball-Sketch des Komikerduos Abbott & Costello. Bei seinem Soloauftritt Anfang 2005 in der Jazz Bakery untersuchte Frishberg seine vermeintliche „pathologische Verstrickung“ mit Sporthelden vergangener Zeiten, darunter Favoriten wie die Los Angeles Dodgers (Dodger Blue), Van Lingle Mungo und „Matty“ Mathewson.
Das Programm umfasste eine Reihe von neueren und auch bislang nie aufgenommenen Frishberg-Songs sowie einige laut Ken Dryden „urkomische Gassenhauer“, darunter „My Attorney Bernie“ und „Can’t Take You Nowhere“. Eine Reihe seiner Songs dreht sich um Baseball; sowohl in „Van Lingle Mungo“ als auch „Dodger Blue“ integrierte er lange Listen mit Namen von Baseballspielern in seine Texte. „Matty“ ist eine sentimentale Hommage an die Baseball-Legende Christy Mathewson, der insgesamt 373 Spiele gewann und 1925, noch vor der Geburt Frishbergs, gestorben war. Mehrere andere Songs wurden für ein nie produziertes Musical namens The Catbird Seat geschrieben. Frishbergs Liner Notes und gelegentliche Kommentare an sein Publikum helfen, den Hintergrund vieler dieser Songs zu erklären, meint Ken Dryden.

## Titelliste
- Dave Frishberg Retromania: At the Jazz Bakery (Arbors Records ARCD 19334)[4]
  1. Can’t Take You Nowhere (Al Cohn, Dave Frishberg, Tiny Kahn), 2:46
  2. Useless Walt (Bob Brookmeyer, Dave Frishberg), 2:17
  3. Zoot Walks In (Dave Frishberg, Gerry Mulligan, Zoot Sims), 2:56
  4. Spoken Intro, 0:33
  5. Who Do You Think You Are, Jack Dempsey?, 2:39
  6. Spoken Intro, 0:55
  7. Walkin’ on Wall Street, 3:41
  8. My Attorney Bernie, 3:57
  9. Spoken Intro, 0:29
  10. Van Lingle Mungo, 3:10
  11. Spoken Intro, 0:45
  12. Dodger Blue, 3:43
  13. Spoken Intro, 1:20
  14. The Dear Departed Past, 6:20
  15. Spoken Intro, 0:53
  16. The Catbird Seat, 3:42
  17. Spoken Intro, 0:18
  18. Play Ball, 1:36
  19. Spoken Intro, 0:46
  20. Matty, 2:56
  21. The Wife and the Kid, 4:02
  22. Spoken Intro, 0:32
  23. You'd Rather Have the Blues, 3:46
  24. Spoken Intro, 0:05
  25. Eloise, 3:42
  26. Spoken Intro, 1:33
  27. Gotta Get Me Some ZZZ, 3:15
  28. Listen Here, 3:06

Soweit nicht anders vermerkt, stammen die Kompositionen von Dave Frishberg.

## Rezeption
Ken Dryden verlieh Retromania: At the Jazz Bakery in Allmusic viereinhalb Sterne und schrieb, Fans des Pianisten und Sängers werden die meisten seiner Originale auf dieser Live-Aufnahme kennen; aber seine Songs seien so etwas „wie alte Freunde, die immer wieder einen Besuch wert sind.“
Das Talent von Dave Frishberg sei tief verankert, schrieb Roseanna Vitro in ihrem Nachruf; Frishberg genieße einen einzigartigen Platz unter den singenden Pianisten. Das könne man nur von einer Handvoll Größen des Jazz sagen; Nat King Cole, Shirley Horn und Diana Krall kämen einem da in den Sinn. Frishbergs Einzigartigkeit beruhe auf der Verbindung seiner literarischen und musikalischen Interessen. Im Geiste stehe er dabei Hoagy Carmichael nahe und habe Charaktere und Erzählungen erschaffen, die atmen. Er sei ein erfolgreicher Geschichtenerzähler, „ein Humanist im Zoot-Suit.“ Musiker, die die Kunst des Songwritings lieben, kennen Dave Frishbergs gefeierte Songs wie „My Attorney Bernie“, „Blizzard of Lies“ und „Van Lingo Mungo“, in denen er gesellschaftliche Stereotypen und Konventionen spielerisch persifliere. Aber er habe sein Herz am rechten Fleck, wie in den Balladen „Our Love Rolls On“, „Sweet Kentucky Ham“ und „Hearts Desire“. Wenn er wolle, transzendiere er [die Tradition des] Novelty Song mit Eindringlichkeit. In allen Fällen erweise er sich als scharfer Beobachter der menschlichen Zustände.
Im Jazz Podium, für das er Retromania: At the Jazz Bakery besprach, meinte Gerhard Hopfe, es werde auf dem Album deutlich, dass Frishberg ein hoch profilierter Pianist sei: „Perlende Swing-Läufe, moderne Mainstream -und Bebop-Elemente sowie Stride-Anklänge vereint er zu sehr persönlich geprägter Spielweise.“ Allerdings werde sich der Tonträger mit seiner „hohen Komplexität von Musik und Wort“ hingegen „nur demjenigen vollständig erschließen, der sich in der USA-Baseball-Szene und Teilen ihrer Geschichte detailliert auskennt; somit dürfte der Kreis der Rezipienten hierzulande und gewiss auch europaweit sehr begrenzt sein.“